# Скажений огірок
Огірок-пирскач, скажений огірок  (Ecballium), — рід багаторічних трав'янистих рослин родини гарбузових, містить один вид Ecballium elaterium. Вид поширений по берегах Середземного, Чорного й Каспійського морів.

## Опис
Багаторічна трав'яниста рослина. Стебла виткі або прямі, вкриті довгими жорсткими волосками. Листки серцеподібні. Квітки роздільностатеві, блідо-жовтого кольору. Тичинкові, або чоловічі, зібрані в китиці, маточкові, або жіночі, розташовані поодиноко. В Україні цвіте в липні-вересні.
Плоди довгасті, щетинисті, довжиною 3–10 сантиметрів, достигають у вересні-жовтні. У зрілому плоді підвищується тиск рідини, що призводить до того, що при найменшому струсі (особливо спричиненому торканням тварини чи людини) плід поштовхом відокремлюється від плодоніжки. Через утворений отвір у плоді виривається клейка слизова рідина, яка містить насіння. Таким чином насіння розкидається на відстань до 10 метрів від материнської рослини.

## Поширення
Росте на піщаних ґрунтах, у сухих відкритих місцях. Поширений у прибережних районах Середземного, Чорного, Каспійського морів; інтродукований у Великій Британії, Центральній Європі, Центральній Азії, США, Австралії, Новій Зеландії. В Україні трапляється в Одеській, Миколаївській, Херсонській, Запорізькій областях, у Криму.

## Використання людиною
Використовують у народній медицині як проносний засіб[джерело?].
Містить речовину кукурбітоцин, тетрациклічний тритерпеноїдний фітостерол, яку використовують проти земляних блішок. Також показані нейропротективні властивості кукурбітоцину Е.

## Генетичні особливості
Скажений огірок дводомний або однодомний: трапляються жіночі, чоловічі і гермафродитні (однодомні) рослини. Стать визначають алельним способом, існують алелі одного гену аD (призводить до розвитку рослини чоловічої статі), аd (жіночої статі), а+ (гермафродиту). Алель аD домінує над двома іншими алелями, алель а+ домінує над аd. Отже, рослини з генотипами аDа+ та аDаd є чоловічими, із генотипом аdаd — жіночими, із генотипами а+а+, а+аd — гермафродитами.